# Khlong Song Ton Nun (phó quận)
Khlong Song Ton Nun (tiếng Thái: คลองสองต้นนุ่น, phát âm [kʰlɔ̄ːŋ sɔ̌ːŋ tôn nûn]) là một khwaeng (phó quận) của Lat Krabang, ở Băng Cốc, Thái Lan. Vào năm 2019, nó có tổng dân số 68.026 người.